# Psychotria ramosii
Psychotria ramosii är en måreväxtart som beskrevs av Elmer Drew Merrill. Psychotria ramosii ingår i släktet Psychotria och familjen måreväxter. Inga underarter finns listade i Catalogue of Life.